# Ernstwalter Mitulski
Ernstwalter Mitulski, auch Ernst Walter Mitulski oder Ernst Walter Mitulsky, (* 6. März 1898 in Danzig; † 28. Dezember 1976 in Westerburg) war ein deutscher Schauspieler und Hörspielsprecher.

## Leben
1930 war Mitulski in Frankfurt am Main am Neuen Theater engagiert, 1936 bei den Städtischen Bühnen. Von 1937 bis 1939 war er Mitwirkender bei den Römerberg-Festspielen. Ab 1942 arbeitete er am Berliner Schillertheater, kehrte aber 1950 an die Städtischen Bühnen in Frankfurt am Main zurück und blieb dort bis 1970.
Immer wieder arbeitete Mitulski auch als Film- und Fernsehdarsteller. 1938 hatte er eine erste Rolle in Zwei Frauen (1938, Regie Hans H. Zerlett). Es folgten Rollen in Ein glücklicher Mensch (1943, Paul Verhoeven), Der Verteidiger hat das Wort (1944, Werner Klingler) und 1944/1945 in Wir seh’n uns wieder von Philipp Lothar Mayring. 1966 spielte er in Zwei Herren aus Verona, einer Shakespeare-Adaption von Harald Benesch. Einem größeren Fernsehpublikum wurde er als Kaufhausbesitzer Dengler bekannt, den er von 1960 bis 1967 zehn Folgen lang in der Serie Die Firma Hesselbach verkörperte.

## Filmografie (Auswahl)
- 1958: Der kaukasische Kreidekreis (Regie Franz Peter Wirth)
- 1960: Zum Geburtstag (Regie Imo Moszkowicz)
- 1960: Gäste auf Woodcastle (Regie Theo Mezger)
- 1960: Familie (Regie Peter Beauvais)
- 1960: Der Geizige (nach Molière; Regie Ulrich Lauterbach)
- 1961: Ein Außenseiter (Regie Peter Beauvais)
- 1963: Der Klassenaufsatz (Regie Harald Benesch)
- 1965: Die chinesische Mauer (nach Max Frisch, Regie Hans Lietzau)
- 1965: Der Nebbich (Regie Peter Zadek)
- 1966: Die zwei Herren aus Verona (Regie Harald Benesch)
- 1966: Drei Tage bis Mitternacht (nach Arthur Koestler, Regie Claus Peter Witt)
- 1966: Socialaristokraten (Regie Claus Peter Witt)
- 1966: Die Firma Hesselbach (TV-Serie)
- 1968: Die Bremer Stadtmusikanten (Regie Gedeon Kovács)

## Hörspiele (Auswahl)
- 1948: Paul Claudel: Der seidene Schuh (Schiffskapitän) – Regie: Wilhelm Semmelroth (Hörspielbearbeitung – NWDR Köln)
- 1950: Alexander Márai: Ein Herr aus Venedig (Balbi, ein entlaufener Mönch) – Regie: Theodor Steiner (Hörspielbearbeitung – HR)
- 1950: Wolfgang Kochberg: Spuk im Schloß (Lord Thomas Duddlebutton) – Regie: Karlheinz Schilling (Original-Hörspiel – HR)
- 1951: Alfred Andersch: Das starke Dreieck (3 Teile) Szenen aus einem Roman des Schumann-Plans – Regie: Hans Kettler (Hörspielbearbeitung – HR)
- 1951: Heinrich von Kleist: Der zerbrochene Krug (Adam, Dorfrichter) – Regie: Ulrich Lauterbach (Hörspielbearbeitung – HR)
- 1952: Herbert Dührkopp: Vater braucht eine Frau (Portier) – Regie: Heinz-Günter Stamm (Originalhörspiel – BR/HR)
- 1952: Dorothy L. Sayers: Es geschah im Bellona-Club (Oberst Marchbank) – Regie: Fränze Roloff (Hörspielbearbeitung, Kriminalhörspiel – HR)
- 1952: Guy de Maupassant: Alte Geschichten – neu berichtet. Eine Hörspielfolge nach Meistererzählungen der Weltliteratur: Pariser Abenteuer – Bearbeitung und Regie: Wolf Schmidt (Hörspielbearbeitung – HR)
- 1953: K. R. G. Browne: Sir Michaels Abenteuer (Mr. Joseph Pargiter Moon, Lady Fairlies Bruder) – Regie: Ludwig Cremer (Hörspielbearbeitung, Kriminalhörspiel – HR/NWDR)
- 1953: Harald Zusanek: Die Schauspielerin (Armand) – Regie: Cläre Schimmel (Originalhörspiel – SDR)
- 1953: Elmer Rice: Das träumende Mädchen (Bob Hand) – Regie: Walter Knaus (Hörspielbearbeitung – SDR)
- 1954: Niccolò Machiavelli, Wolf Schmidt: Die Studienreise des Teufels – Regie: Paul Land (Hörspielbearbeitung – SDR)
- 1955: Oswald Hirschfeld: Besuch in Schweden (Stig) – Regie: Nicht bekannt (Hörspiel – SDR)
- 1955: Selma Lagerlöf: Das Mädchen vom Moorhof (Vater Erland) – Regie: Heinz-Günter Stamm (Hörspielbearbeitung – BR)
- 1956: Max Frisch: Herr Biedermann und die Brandstifter (Herr Biedermann) – Regie: Walter Knaus (Originalhörspiel – SDR)
- 1956: Rabindranath Tagore: Das Postamt (Arzt) – Bearbeitung, Komposition und Regie: Winfried Zillig (Hörspielbearbeitung – HR)
- 1957: Hermann Rossmann: Drei Könige wandern. Ein Hörspiel zum Dreikönigstag (Hauptmann) – Regie: Gisela Arnold (Originalhörspiel – SDR)
- 1957: Clemens Brentano: Schulmeister Klopfstock und seine fünf Söhne (König Pumpamvon Glockotonia) – Regie: Fränze Roloff (Hörspielbearbeitung – HR)
- 1958: Friedrich Schiller: Wilhelm Tell (Walter Fürst) – Regie: Heinz-Günter Stamm (Hörspielbearbeitung – BR)
- 1958: Christian Bock: Viele waren dabei – Technische Realisierung und Regie: Mathias Neumann (Hörspiel – HR)
- 1958: Otto Ernst, Hartmann Goertz: Seinerzeit ausverkauft: Flachsmann als Erzieher (Riemann) – Regie: Heinz-Günter Stamm (Hörspielbearbeitung – BR)
- 1959: Nikolaj Gogol: Die Heirat (Iwan Pawlytsch Eierkuchen, Exekutor) – Regie: Walter Knaus (Hörspielbearbeitung – SDR)
- 1959: Friedrich Schiller: Die Räuber. Ein Trauerspiel (Ein Pater) – Regie: Heinz-Günter Stamm (Hörspielbearbeitung – BR)
- 1959: Gerhart Hauptmann: Die Weber (Schmiedemeister Wittig) – Regie: Heinz-Günter Stamm (Hörspielbearbeitung – BR)
- 1960: Lew Tolstoi: Katjuscha (Porfirij; der Kutscher) – Regie: Heinz-Günter Stamm (Hörspielbearbeitung – BR)
- 1960: Edmond Kinds: Augustule, der Traumdiener. Le Valet des Songes (General Breluche) – Regie: Friedhelm Ortmann (Hörspiel – WDR)
- 1961: Nikolai Gogol: Der Revisor (Kreisrichter) – Regie: Walter Knaus (Hörspielbearbeitung – SDR)
- 1962: Walter Andreas Schwarz: Leben und Taten des scharfsinnigen Edlen Don Quijote von La Mancha (2. und 3. Teil) (Wirt) – Regie: Ulrich Lauterbach (Hörspielbearbeitung – HR)
- 1962: Carl Zuckmayer: Die Uhr schlägt eins. Ein Historisches Drama aus der Gegenwart (Wärrschoweit) – Regie: Heinz-Günter Stamm (Hörspielbearbeitung – BR)
- 1963: Gerhart Hauptmann: Vor Sonnenuntergang (Sanitätsrat Steynitz) – Regie: Heinz-Günter Stamm (Hörspielbearbeitung – BR/ORF)
- 1964: Leopold Ahlsen: Tod eines Königs (Dritter Würdenträger) – Regie: Heinz von Cramer (Originalhörspiel – HR/BR/ORF)
- 1965: Rolf und Alexandra Becker: Schachmatt (Gustav Scherwitz) – Regie: Heinz-Günter Stamm (Originalhörspiel, Kriminalhörspiel – BR)
- 1965: Thomas Mann: Die Buddenbrooks (3. Teil) (Bankier Kesselmeyer) – Regie: Wolfgang Liebeneiner (Hörspielbearbeitung – HR/RB)
- 1966: Paul Pörtner: Mensch Meier – Regie: Paul Pörtner (Hörspielbearbeitung – BR/NDR)
- 1966: Dorothy L. Sayers: Glocken in der Neujahrsnacht (4. Teil) (1. Wachtmeister) – Regie: Otto Kurth (Hörspielbearbeitung, Kriminalhörspiel – BR)
- 1968: Arthur Conan Doyle: Aus der Chronik des Dr. Watson (6. Folge: Die einsame Radfahrerin) (Williamson) – Regie: Heinz-Günter Stamm (Hörspielbearbeitung, Kriminalhörspiel – BR)
- 1970: Heinrich Spoerl: Die Feuerzangenbowle (Der Oberschulrat) – Regie: Heinz-Günter Stamm (Hörspielbearbeitung – BR)
- 1970: Gustav Freytag: Seinerzeit ausverkauft: Die Journalisten (Korb, Diener) – Regie: Heinz-Günter Stamm (Hörspiel – BR)
- 1970: Knut Hamsun: Viktoria (Der Müller) – Regie: Heinz-Günter Stamm (Hörspielbearbeitung – BR/SFB)
- 1972: Otto Julius Bierbaum: Pankrazius Graunzer (Jörg) – Regie: Heinz-Günter Stamm (Hörspielbearbeitung – BR/SFB)

## Lexikalischer Eintrag
- Wolfgang Klötzer (Hrsg.): Frankfurter Biographie. Personengeschichtliches Lexikon. Zweiter Band. M–Z. (= Veröffentlichungen der Frankfurter Historischen Kommission. XIX, Nr. 2). Waldemar Kramer, Frankfurt am Main 1996, ISBN 3-7829-0459-1, S. 58–59